# Station Klępnica
Station Klępnica is een spoorwegstation in de Poolse plaats Klępnica.